# 木村チェーン
株式会社木村チェーン（きむらチェーン）は、愛媛県でスーパーマーケットを展開する小売業者である。愛媛県の東予地方や南予地方、中予地方に店舗を置いている。本社は愛媛県新居浜市の田所店に置いている。

## 沿革
- 1960年7月 - 愛媛県新居浜市中須賀町にて木村数美が創業。
- 1970年4月20日 - 「株式会社木村チェーン」設立[1]。
- 1985年11月 - 愛媛県他市町村への出店開始。
- 1998年7月 - 南予地区大洲市に出店。
- 2000年10月 - 松山・南予地区を分社化し、有限会社ケーマート設立。
- 2005年7月 - 東予地区西条市に西条店を出店。
- 2006年3月 - 木村チェーンに有限会社ケーマートを事業統合。
- 2011年7月-西予市宇和町に宇和店を出店
- 2013年5月-西条市丹原町に丹原店出店。
- 2016年9月-四国中央市寒川町に三島店を出店。
- 2017年6月-大洲市に大洲店を移転出店。
- 2021年9月-伊予郡砥部町に砥部店を出店。
- 2024年3月-松山市朝生田町に朝生田店を出店。
- 現在11店舗

## 店舗

### 過去に存在した店舗

#### 新居浜市
- 一宮店 - 新居浜市一宮町2-6-78、1975年10月5日開店、売場面積474㎡。[1]
- 駅前店 - 新居浜市坂井町2-1-41、1968年開店、売場面積396㎡。[1]
- 篭池店 - 新居浜市寿町12-67、1972年8月25日開店、売場面積409㎡。[1]
- 国領店 - 新居浜市泉川字国領甲1823-1、1978年5月28日開店、売場面積363㎡。[1]
- 角野店 - 新居浜市北内町4-10-73、1982年7月開店、売場面積450㎡。[1]
- 多喜浜店 - 新居浜市多喜浜142-33、1981年10月開店、売場面積450㎡。[1]
- 中須賀店 - 新居浜市中須賀町甲1-7-26、1945年開店、売場面積462㎡。[1]
- 垣生店 - 新居浜市垣生町856、1976年6月6日開店、売場面積364㎡。[1]
- 病院前店 - 新居浜市新田1-8-13、1967年開店、売場面積231㎡。[1]
- 川東店 - 新居浜市南小松原3丁目。[1]

#### 伊予三島市（現・四国中央市）
- 三島店（旧） - 伊予三島市中央5-5-30、1988年12月10日。[1]

#### 宇摩郡土居町（現・四国中央市）
- 土居店 - 宇摩郡土居町大字土居1802-1、1985年8月2日開店、売場面積450㎡。[1]

#### 今治市
- 今治店 - 今治市南鳥生4-2-33。

#### 松山市
- 内宮店 - 松山市内宮町572-2、1995年11月開店、売場面積474㎡。[1]
- 桑原店 - 松山市桑原4-17-10、1996年9月1日開店、売場面積400㎡。[1]

#### 大洲市
- 長浜店 - 大洲市長浜甲428-1。